# Lumaco
Lumaco är en kommun i Chile.   Den ligger i provinsen Provincia de Malleco och regionen Región de la Araucanía, i den södra delen av landet, 600 km söder om huvudstaden Santiago de Chile.
I omgivningarna runt Lumaco växer i huvudsak städsegrön lövskog. Runt Lumaco är det glesbefolkat, med 8 invånare per kvadratkilometer.